# Opération Pike

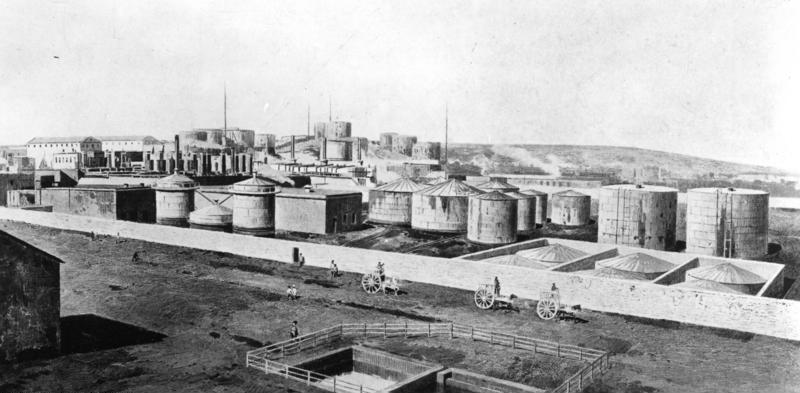
Raffinerie de pétrole à Bakou en 1912. Le diplomate français René Massigli, dans un rapport à Paris, note l'observation des ingénieurs pétroliers américains « en raison de la façon dont les champs de pétrole ont été exploités, la terre est tellement saturée de pétrole que le feu pourrait se propager immédiatement à toute la région voisine, et que cela prendrait des mois avant qu'il puisse être éteint et des années avant que l'exploitation puisse reprendre à nouveau ».

L'opération Pike (opération « Brochet ») fait référence à un plan de bombardement stratégique  contre l'Union soviétique par l'alliance anglo-française au début de la Seconde Guerre mondiale. Supervisé par l'Air Commodore britannique John Slessor (en), ce plan militaire britannique contre l'Union soviétique fut mis au point au cours des deux premières années du conflit quand, en dépit de la neutralité de l'URSS, les Britanniques et les Français en étaient venus à la conclusion que le Pacte germano-soviétique avait fait de Moscou l'allié d'Hitler. Le plan avait été conçu pour détruire l'industrie pétrolière soviétique, pour provoquer l'effondrement de l'économie de l'URSS et priver ainsi l'Allemagne nazie des ressources soviétiques. Il ne fut jamais mis en œuvre.

## Planification
Après la conclusion du Pacte germano-soviétique, la Grande-Bretagne et la France étaient très préoccupées par le fait que Staline pourrait approvisionner en pétrole l'Allemagne hitlérienne.
La planification de l'opération commença peu après l'invasion soviétique de la Pologne en septembre 1939 et s'est accélérée après que Staline a commencé la guerre d'Hiver contre la Finlande en décembre 1939. Le plan comprenait la prise du nord de la Norvège et de la Suède et une avance en Finlande pour affronter les troupes soviétiques et les forces navales dans la mer Baltique. Le plan fut jugé coûteux et inefficace pour contrer la menace allemande et fut donc réduit à la prise de la Norvège et des mines de fer suédoises.
Les planificateurs avaient identifié la dépendance de l'Allemagne nazie aux combustibles fossiles importés de l'Union soviétique comme une vulnérabilité qui pourrait être exploitée. Malgré l'opposition initiale de certains politiciens, le gouvernement français ordonna au général Maurice Gamelin d'initier un «plan d'une possible intervention dans le but de détruire l'exploitation du pétrole russe», tandis que l'ambassadeur américain Bullit informait le président américain Franklin D. Roosevelt que les Français estimaient les attaques aériennes par les forces de l'armée de l'air française en Syrie contre Bakou comme « le moyen le plus efficace pour affaiblir l'Union soviétique ». Selon le rapport du général Gamelin soumis au Premier ministre français, le 22 février 1940, une pénurie de pétrole aurait paralysé l'Armée rouge soviétique, l'armée de l'air soviétique, ainsi que des machines agricoles collectives soviétiques, provoquant une possible famine généralisée et même l'effondrement de l'Union soviétique : « La dépendance envers l'approvisionnement pétrolier en provenance du Caucase est la faiblesse fondamentale de l'économie russe. Les forces armées étaient totalement dépendantes de cette source, tout comme leur agriculture motorisée. Plus de 90 % de l'extraction de pétrole et 80 % du raffinage étaient localisés dans le Caucase (principalement dans la région de Bakou). Par conséquent, l'interruption des livraisons de pétrole sur une grande échelle aurait eu des conséquences profondes et aurait même pu entraîner l'effondrement de tous les systèmes militaires, industriels et agricoles de la Russie. » Une source importante de matières premières aurait également été refusée à l'Allemagne nazie avec la destruction des champs de pétrole.
La préparation sérieuse de ce plan, par les Britanniques, commença après la fin de la guerre de l'Union soviétique contre la Finlande en mars 1940. En avril, les plans pour attaquer les centres de production de pétrole dans les villes de Bakou, Batoumi et de Grozny dans la région du Caucase étaient achevés. Les bombardiers devaient décoller à partir de bases situées en Iran, en Turquie et en Syrie. Les plans furent appelés Western Air Plan 106 et l'opération prit le nom d'« opération Pike ».
Le 28 mars 1940, les Français et les Britanniques discutèrent de leur stratégie militaire et décidèrent de miner les eaux territoriales norvégiennes. D'autre part, les deux parties ne purent s'entendre sur les bombardements de Bakou. Les Français proposèrent d'accélérer la planification, tandis que du côté britannique on était plus prudent, craignant une éventuelle alliance germano-soviétique, si les Alliés devaient attaquer l'URSS. Les Soviétiques avaient également prévu des actions alliées. Ainsi, du 25 au 29 mars, l'état-major du district militaire de Transcaucasie conduisit l'exercice sur carte suivant : selon le scénario, les forces « noires », dans la continuité de leurs actions contre les forces « marron » sur le front de l'Ouest, attaquaient en coopération avec les forces « bleues » et « vertes », ils étaient repoussés par les « rouges » dans le Caucase, qui ont entamaient ensuite une contre-offensive en direction d'Erzurum et de Tabriz.
Certains chercheurs ne prennent pas les plans britanniques d'attaque au sérieux et les considèrent comme de simples plans d'urgence. D'autre part, l'historien russo-soviétique Vilnis Sipols note que les militaires britanniques et français avaient élaboré des plans stratégiques d'agression envers l'Union soviétique, depuis le sud, mais que les deux gouvernements manquaient de volonté politique pour envahir.

## Missions de reconnaissance
En mars 1940, après la fin de la guerre d'Hiver, les Britanniques entreprirent des vols de reconnaissance secrets pour photographier des zones à l'intérieur de l'Union soviétique, en utilisant la photographie stéréoscopique à grande vitesse et à haute altitude, lancée par Sidney Cotton.
Le Secret Intelligence Service lança des vols de reconnaissance à haute altitude depuis la base d'Habbaniya, une base aérienne de la Royal Air Force en Irak. Ils utilisaient un Lockheed L-14 Super Electra spécialement modifié et exempt de tout marquage, peint avec un camouflage spécial de couleur bleue développé par Cotton lui-même (qui dirigea l'unité de développement photographique de la RAF (Photographic Development Unit ou PDU). Une de ces missions se déroula le 30 mars 1940. Survolant la région montagneuse du Sud-Est du Kurdistan, traversant la côte de la mer Caspienne, puis vers le nord vers Bakou, l'appareil entra dans l'espace aérien soviétique à 11h45 après quatre heures de vol. Volant pendant une heure tout en faisant six séries photographiques avec sa caméra aérienne de 14 pouces, l'avion quitta Bakou à 12:45 et retourna à la base d'Habbaniya.
Une autre sortie de reconnaissance eut lieu le 5 avril à partir de la base d'Habbaniya, cette fois en traversant l'espace aérien turc pour atteindre Batoumi. Ce vol dut faire face à des tirs anti-aériens et à une tentative d'interception par un  chasseur soviétique. Cependant, les Britanniques avaient obtenu tout ce dont ils avaient besoin à des fins de photo-interprétation et pour cartographier les centres soviétiques de pétrole.

## Préparatifs de la campagne aérienne
Une analyse ultérieure de la photographie par le PDU a révélé que les infrastructures pétrolières à Bakou et Batoumi étaient particulièrement vulnérables aux attaques aériennes car les deux pouvaient être approchées par la mer, dont Grozny, une cible plus difficile, pouvait être bombardée en premier pour exploiter l'effet de surprise. Les champs pétrolifères devaient être attaqués avec des bombes incendiaires, tandis que des essais effectués à l'Arsenal royal de Woolwich avaient montré que les réservoirs de stockage de pétrole léger des usines de raffinage du pétrole pourraient être détruits avec des explosifs de grande puissance.
En conséquence, le 1er avril, quatre escadrons comprenant 48 bombardiers Bristol Blenheim Mk IV ont été transférés au Middle East Command, complétés par un certain nombre de bombardiers monomoteur Wellesley pour des missions de nuit. Une force française de 65 bombardiers Martin Maryland et une force supplémentaire de 24 bombardiers lourds Farman F.222 furent alloués pour les opérations de nuit pendant la campagne. Les Français préparèrent de nouveaux aérodromes en Syrie, qui devaient être prêts pour le 15 mai. La campagne devait durer trois mois. Plus de 900 tonnes de munitions furent allouées à l'opération : 404 bombes anti-blindage, 554 bombes de 500 livres (230 kg) et 5188 bombes de 250 livres (110 kg) à usage général, et 69 192 bombes incendiaires de 4 livres (1,8 kg).

## L'Allemagne déjoue les plans alliés
Le Blitzkrieg allemand et l'effondrement rapide de la France le 10 mai 1940 firent capoter le plan lorsque l'armée française ne put contenir l'avance nazie. Les Allemands capturèrent un train bloqué dans le village de La Charité-sur-Loire qui contenait des boîtes de documents secrets, évacués de Paris. Parmi ces documents, certains traitaient de l'opération Pike.
Le 4 juillet, dans une campagne de propagande pour justifier l'invasion de la France, le bureau de propagande allemand publia des extraits des documents saisis relatifs à l'opération Pike, affirmant que « l'Allemagne doit être créditée d'avoir sauvé ces autres États [y compris l'Union soviétique] d'être aspiré dans ce chaos d'intrigues alliées... parce qu'elle a pris en temps et en heure des mesures opportunes et aussi écrasé la France rapidement. »
Ainsi, l'opération fut compromise et la campagne de bombardement stratégique franco-anglaise contre des cibles soviétiques fut reportée puis finalement abandonnée.

## Renouveau
Après l'attaque de l'Allemagne nazie contre l'Union soviétique (opération Barbarossa) en juin 1941, l'opération Pike fut  remise au goût du jour comme un plan d'urgence susceptible d'être mis en œuvre dans le cas où les forces allemandes occuperaient les champs pétrolifères du Caucase.